# Hesperilla ornata
The Spotted Skipper or Spotted Sedge-skipper (Hesperilla ornata) là một loài bướm ngày thuộc họ Hesperiidae. Nó được tìm thấy dọc theo the non-tropical miền đông seaboard of mainland Úc and in the adjacent mountain ranges.
Sải cánh dài khoảng 40 mm.

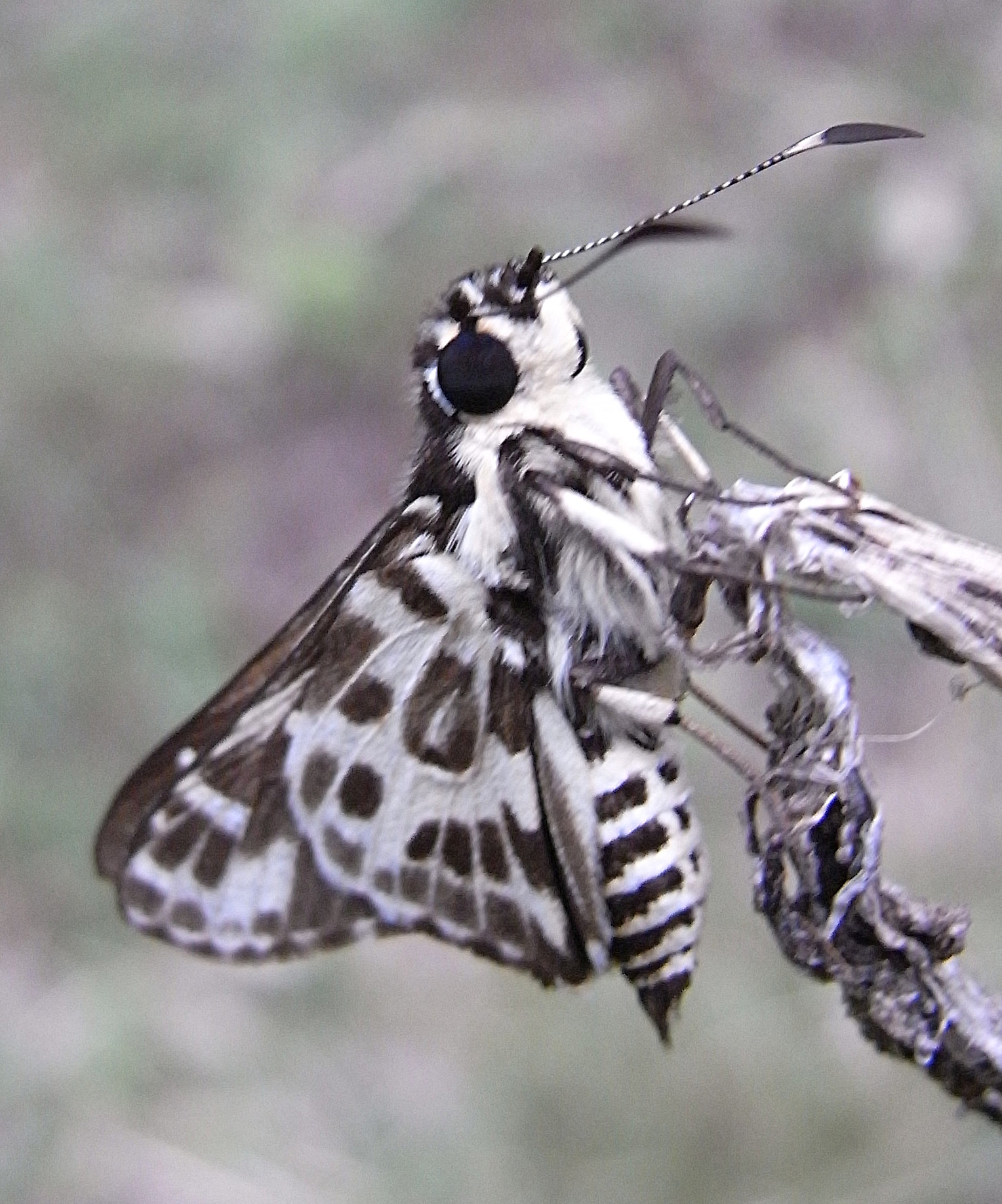

Ấu trùng ăn various Carex and Gahnia species, bao gồm Carex brunnea, Carex longebrachiata, Gahnia aspera, Gahnia clarkei, Gahnia erythrocarpa, Gahnia grandis, Gahnia melanocarpa, Gahnia radula and Gahnia sieberiana.

## Phụ loài
- Hesperilla ornata monotherm  (Lower, 1907)  (Queensland)
- Hesperilla ornata ornata  (Leach, 1814)  - Spotted Skipper (New South Wales, Queensland, Victoria)